# Eteoryctis gemoniella
Eteoryctis gemoniella är en fjärilsart som först beskrevs av Henry Tibbats Stainton 1862.  Eteoryctis gemoniella ingår i släktet Eteoryctis och familjen styltmalar. Inga underarter finns listade i Catalogue of Life.